# ناکو (سونورا)
ناکو (به اسپانیایی: Naco) یک منطقهٔ مسکونی در مکزیک است که در Naco Municipality واقع شده‌است. ناکو ۶۵۱٫۸ کیلومتر مربع مساحت و ۶٬۴۰۱ نفر جمعیت دارد و ۱٬۴۰۸ متر بالاتر از سطح دریا واقع شده‌است.